# Gorka Giralt
Gorka Giralt Amotxategi (San Sebastián, Guipúzcoa, 18 de septiembre de 1995) es un exfutbolista español. Jugaba de guardameta y su último equipo fue el Rayo Majadahonda de la Primera RFEF de España.

## Trayectoria
Formado en las categorías inferiores del club donostiarra, con el que empezó a ir convocado en Segunda B siendo juvenil. La temporada 2015-16 empezó en la Real Sociedad "B" y acabó la temporada en el Portugalete, mientras que en la temporada 2016-17 jugó diez partidos con la Real "B" en el grupo 2º.
En julio de 2017 ficha por el Real Oviedo por 1 temporada, donde alternará el conjunto filial con el primer equipo en la Liga 123.
En enero de 2022 en un partido de Copa del Rey que le enfrentaba al Atlético de Madrid a los 50 segundo del inicio del partido se lesionó de gravedad en un lance del juego con Luis Suárez, lesión que propiciaría su retirada  del fútbol.

## Clubes
| Club             | País   | Año       | Partidos | Goles |
| ---------------- | ------ | --------- | -------- | ----- |
| Real Sociedad B  | España | 2014-2016 | 25       |       |
| Club Portugalete | España | 2016      |          |       |
| Real Sociedad B  | España | 2016-2017 | 10       |       |
| Real Oviedo B    | España | 2017-2021 | 14       |       |
| Rayo Majadahonda | España | 2021-2023 |          |       |